# Пентаплатинатербий
Пентапла̀тинате́рбий — бинарное неорганическое соединение, интерметаллид
платины и тербия
с формулой TbPt5,
кристаллы.

## Получение
- Сплавление стехиометрических количеств чистых веществ:

{\displaystyle {\mathsf {5Pt+Tb\ {\xrightarrow {1700^{o}C}}\ TbPt_{5}}}}

## Физические свойства
Пентаплатинатербий образует кристаллы ромбической сингонии, параметры ячейки a = 0,5278 нм, b = 0,9092 нм, c = 2,644 нм,
структура типа пентаплатинасамарий Pt5Sm
.
Соединение образуется по перитектической реакции при температуре ≈1700 °C.